# Police Quest: Open Season
Police Quest: Open Season (también conocido como Police Quest IV) es un videojuego de aventuras policial de procedimiento point-and-click de 1993, desarrollado y distribuido por Sierra On-Line. Es la cuarta entrega en la serie Police Quest. Alejándose del universo ficticio de Lytton, California, de los primeros tres juegos, Open Season sigue la historia del detective de policía John Carey, mientras investiga una serie de asesinatos brutales en Los Ángeles.
El juego fue producido en cooperación con el exjefe del Departamento de Policía de Los Ángeles, Daryl F. Gates, reemplazando al exoficial de la patrulla de carretera de California, Jim Walls, quien dejó Sierra alrededor de 1991.
Open Season fue bien recibido por los críticos, pero con un rendimiento peor que el de las entregas pasadas. Una versión actualizada en CD fue lanzada en 1996. Una secuela indirecta y spinoff, Police Quest: SWAT, fue lanzada en 1995.

## Jugabilidad
Open Season utiliza jugabilidad del tipo point-and-click. Los íconos para «caminar», «hablar», «utilizar» y «mirar» son utilizados en lugar de la interfaz de texto utilizada en los primeros dos juegos. El mouse es utilizado para elegir e interactuar con los objetos del mundo del juego y del inventario del jugador, además de controlar al protagonista por los diferentes escenarios.
Como en juegos previos de Police Quest, Open Season hace énfasis en seguir los procedimientos policiales adecuados, dando penalizaciones en caso de fracasar. Esto incluye la forma en la que el jugador trate a ciertos personajes; por ejemplo, si el jugador elige acosar personajes femeninos, esto llevará a un game over.
Gran parte del juego utiliza cinemáticas en videos, donde la mayoría de los personajes aparecen como actores, y muchos de los fondos son fotografías editadas de lugares reales en Los Ángeles, como el interior de Parker Center. El texto escrito es reemplazado por audios para la narración y los diálogos en la versión de CD de 1996.

## Trama
En Los Ángeles, el detective de robos y homicidios del departamento de policía de Los Ángeles, John Carey, es despachado a investigar un homicidio en un callejón en el Sur de Los Ángeles. Allí, Carey encuentra muerto a su mejor amigo y excompañero, Bob Hickman, junto a un niño de ocho años. La serie de asesinatos relacionados con pandillas aparentemente aleatoria continúa, la cual Carey sigue investigando. Cinco personas más son asesinadas, mutiladas, y encontradas en lugares públicos, mientras que Carey intenta atrapar al asesino serial.
En su investigación, Carey interroga al dueño de una sala de cine de películas de segunda clase, quien le ofrece un té y lo invita a ver una película. Carey se desmaya y alucina con el dueño del cine como travesti en la escena del crimen de Hickman, antes de ser despertado y echado. Carey encuentra la casa del asesino (llevado hasta allí por su perro), y encuentra una cabeza cercenada en el refrigerador junto a un pasadizo secreto que lleva de regreso al cine. Investigando, Carey encuentra a una mujer desmayada en los asientos, y ve al dueño del teatro arrastrando su cuerpo a una habitación trasera, antes de quedar inconsciente.
Al despertar, Carey confirma que el dueño del cine es el asesino, y busca un aerosol para el cabello y un encendedor para armarse con un lanzallamas improvisado. Buscando en el cine, Carey encuentra al dueño preparándose para matar a la mujer y lo incendia con el lanzallamas, matándolo y salvando a la mujer. Por sus esfuerzos, el alcalde de Los Ángeles lo condecora a Carey con la medalla del valor del departamento de policía.

## Desarrollo
Open Season fue la primera entrega en la serie de Police Quest en ser desarrollada sin el exdiseñador de la serie, Jim Walls, quien dejó Sierra por «circunstancias» no reveladas. El juego fue desarrollado en el motor SCI de Sierra.
Sierra consideró tres diseños para la caja del juego: Una mano ensangrentada alcanzando el título, una carpeta de archivos, y la ciudad de Los Ángeles. La compañía hizo que un grupo focal votara los diseños. El diseño de la carpeta casi no obtuvo votos, mientras que los otros dos dividieron a la mayoría. La decisión final se dio gracias a los padres en el grupo focal que a menudo hacían comentarios negativos acerca del diseño sangriento, por lo que el diseño de la ciudad finalmente ganó.[cita requerida] El juego fue lanzado en noviembre de 1993.
No hubo instrucciones que vinieran con el juego. Gates incluyó el manual de procedimientos oficial del departamento de policía de Los Ángeles y, aunque estuviera repleto de información, nada era relevante a la jugabilidad, enfocándose mucho más en códigos de radio, uniformes, y regulaciones legales que cualquier detective esperaría de Carey.
El lanzamiento en CD de 1996 del juego incluía audios para los diálogos, un video promocional de dos minutos, y copias de documentos oficiales del departamento de policía de Los Ángeles.

## Recepción
Los primeros cuatro juegos de Police Quest acumularon 850.000 copias vendidas para fines de 1995. Sin embargo, Markus Crichel de PC Games señaló que «el interés de parte del gamer cayó levemente» con Open Season, lo que llevó a Sierra On-Line a experimentar con una nueva dirección para la serie con Police Quest: SWAT. De acuerdo con Sierra, las ventas combinadas de la serie de Police Quest (incluyendo SWAT) sobrepasaron las 1,2 millones de unidades para finales de marzo de 1996.
Computer Gaming World dijo en febrero de 1994 que «Police Quest: Open Season muestra un notable grado de realismo del trabajo diario de la policía como resultado de las contribuciones de Gates», con «fondos maravillosamente digitalizados». Una reseña más larga en marzo de 1994 dijo que el juego había triunfado «en muchos niveles», que su realismo y «cantidades aparentemente interminables de» procedimiento policial ofrecieron «implicaciones mayores acerca de nuestra sociedad y su lucha contra el narcotráfico». El crítico señaló que tratar a los NPC con la misma «falta de consideración» que en los otros juegos «parece indignante—y desgarrador—porque es fiel a la vida real. Nos tratamos unos a otros, según el juego, en nuestro intento de lidiar con los problemas con los que nos enfrentamos, como los NPC». La revista concluyó que «Open Season cuenta esa historia magníficamente».
Next Generation analizó la versión de Macintosh del juego, dándole dos de cinco estrellas, declarando que «el juego de policía definitivo de Sierra aún es un sueño entrañable al que aspirar; y mientras tanto podemos divertirnos con la serie de Leisure Suit Larry».

### Controversia
Open Season ha sido criticado por su representación de las minorías. En el juego, la mayoría de los afroamericanos utilizan un inglés afroamericano vernáculo (por ejemplo, un testigo presentándose como «Yo ser Raymond Jones el tercero»), y muchos negocios son propiedad de inmigrantes que también hablan con acentos estereotipados (por ejemplo, un chinoamericano dueño de una tienda que habla Engrish).
Aunque haya sido acreditado como autor del juego, Daryl Gates no ha escrito la historia del juego y denunció las representaciones, insistiendo que no fueron su idea. Gates dijo que la historia había sido escrita por el escritor de Sierra Tammy Dargan, un exproductor de segmeto de America's Most Wanted; Dargan dijo que el diálogo afroamericano estaba basado en el diccionario de rap de Fab Five Freddy, Fresh Fly Flavor.